# Ministri di Stato della Svezia
Il Ministro di Stato (in svedese statsminister) è il capo del governo svedese. Dal 1809 (anno della costituzione) al 1876 non esistette la figura del ministro di Stato: esistette quella del ministro di Stato per la Giustizia (justitiestatsminister) e quella del ministro di Stato per gli Affari Esteri (utrikesstatsminister).
Con la riforma del 1876 il ministro di Stato per la Giustizia assunse il titolo di ministro di Stato e quindi capo del governo, mentre il ministro di Stato per gli Affari Esteri divenne semplicemente ministro per gli Affari Esteri.

## Ministri di Stato per la Giustizia
- Carl Axel Trolle-Wachtmeister (1809-1810)
- Fredrik Gyllenborg (1810-1829)
- Mathias Rosenblad (1829-1840)
- Hans Gabriel Trolle-Wachtmeister non è mai stato in carica (1840)
- Arvid Posse (1840)
- Carl Törnebladh (1840-1843)
- Lars Herman Gyllenhaal (1843-1844)
- Johan Nordenfalk (1844-1846)
- Arvid Posse (1846-1848)
- Gustaf Sparre (1848-1856)
- Claës Efraim Günther (1856-1858)
- Louis Gerhard De Geer (1858-1870)
- Axel Gustaf Adlercreutz (1870-1874)
- Eduard Carleson (1874-1875)
- Louis Gerhard De Geer (1875-1876)

## Ministri di Stato per gli Affari Esteri
- Lars von Engeström (1809-1824)
- Gustaf af Wetterstedt (1824-1837)
  - Conte Adolf Göran Mörner (reggente 1837-1838)
- Gustaf Nils Algernon Stierneld (1838-1842)
- Albrecht Ihre (1842-1848)
- Gustaf Nils Algernon Stierneld (1848-1856)
- Elias Lagerheim (1856-1858)
- Ludvig Manderström (1858-1868)
- Carl Wachtmeister (1868-1871)
- Baltzar von Platen (1871-1872)
- Oscar Magnus Fredrik Björnstjerna (1872-1876)

## Ministri di Stato sotto il Consiglio di Governo

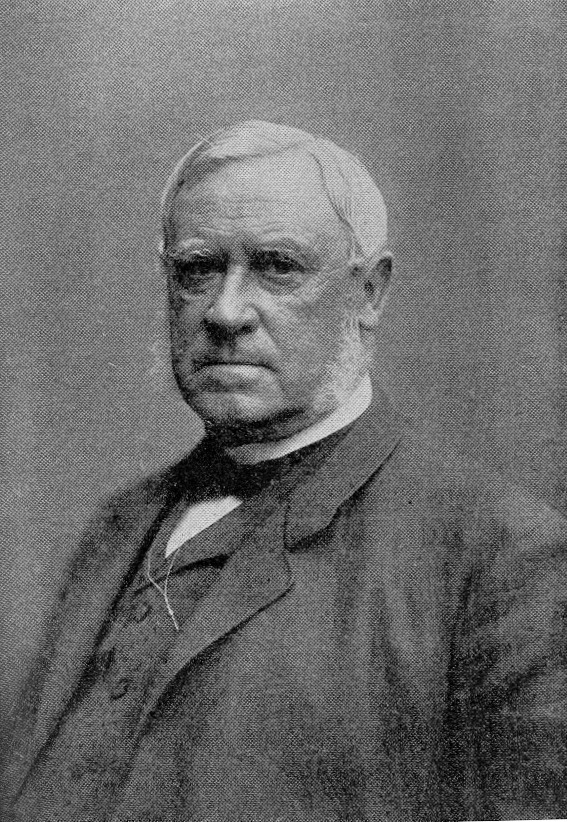
Louis Gerhard De Geer

Arvid Posse

| Primo ministro        | Mandato | Mandato |
| Primo ministro        | Dal     | Al      |
| Louis Gerhard De Geer | 1876    | 1880    |
| Arvid Posse           | 1880    | 1883    |
| Carl Johan Thyselius  | 1883    | 1884    |
| Robert Themptander    | 1884    | 1888    |
| Gillis Bildt          | 1888    | 1889    |
| Gustaf Åkerhielm      | 1889    | 1891    |
| Erik Gustaf Boström   | 1891    | 1900    |
| Fredrik von Otter     | 1900    | 1902    |
| Erik Gustaf Boström   | 1902    | 1905    |
| Johan Ramstedt        | 1905    | 1905    |
| Christian Lundeberg   | 1905    | 1905    |
| Karl Staaff           | 1905    | 1906    |
| Arvid Lindman         | 1906    | 1911    |
| Karl Staaff           | 1911    | 1914    |
| Hjalmar Hammarskjöld  | 1914    | 1917    |
| Carl Swartz           | 1917    | 1920    |
| Nils Edén             | 1920    | 1920    |
| Hjalmar Branting      | 1920    | 1920    |
| Louis De Geer jr.     | 1920    | 1920    |
| Oscar von Sydow       | 1921    | 1921    |
| Hjalmar Branting      | 1921    | 1923    |
| Ernst Trygger         | 1923    | 1924    |
| Hjalmar Branting      | 1924    | 1925    |
| Rickard Sandler       | 1925    | 1926    |
| Carl Gustaf Ekman     | 1926    | 1928    |
| Arvid Lindman         | 1928    | 1930    |
| Carl Gustaf Ekman     | 1930    | 1932    |
| Felix Hamrin          | 1932    | 1932    |
| Per Albin Hansson     | 1932    | 1936    |
| Axel Pehrsson         | 1936    | 1936    |
| Per Albin Hansson     | 1936    | 1946    |
| Tage Erlander         | 1946    | 1969    |
| Olof Palme            | 1969    | 1974    |

## Ministri di Stato del Gabinetto di Governo
| Nº                                                            | Ritratto         | Ritratto         | Nome (nascita–morte)          | Mandato         | Mandato            | Partito         | Coalizione di governo | Elezione  |
| Nº                                                            | Ritratto         | Ritratto         | Nome (nascita–morte)          | Inizio          | Fine               | Partito         | Coalizione di governo | Elezione  |
| ------------------------------------------------------------- | ---------------- | ---------------- | ----------------------------- | --------------- | ------------------ | --------------- | --------------------- | --------- |
| 26                                                            |                  |                  | Olof Palme (1927–1986)        | 1º gennaio 1975 | 8 ottobre 1976     | S               | S                     | –         |
| 27                                                            |                  |                  | Thorbjörn Fälldin (1926–2016) | 8 ottobre 1976  | 18 ottobre 1978    | C               | C–F–M                 | 1976      |
| 28                                                            |                  |                  | Ola Ullsten (1931–2018)       | 18 ottobre 1978 | 12 ottobre 1979    | F               | F                     | 1976      |
| 27                                                            |                  |                  | Thorbjörn Fälldin (1926–2016) | 12 ottobre 1979 | 22 maggio 1981     | C               | C–F–M                 | 1979      |
| 27                                                            | 22 maggio 1981   | 8 ottobre 1982   | Thorbjörn Fälldin (1926–2016) |                 |                    | C               | C–F–M                 | 1979      |
| 26                                                            |                  |                  | Olof Palme (1927–1986)        | 8 ottobre 1982  | 28 febbraio 1986 † | S               | S                     | 1982      |
| Ingvar Carlsson ad interim (28 febbraio 1986 – 12 marzo 1986) |                  |                  |                               |                 |                    |                 |                       | 1982      |
| 29                                                            |                  |                  | Ingvar Carlsson (n. 1934)     | 12 marzo 1986   | 27 febbraio 1990   | S               | S                     | 1988      |
| 29                                                            | 27 febbraio 1990 | 4 ottobre 1991   | Ingvar Carlsson (n. 1934)     |                 |                    | S               | S                     | 1988      |
| 30                                                            |                  |                  | Carl Bildt (n. 1949)          | 4 ottobre 1991  | 7 ottobre 1994     | M               | C–FP–M–KD             | 1991      |
| 29                                                            |                  |                  | Ingvar Carlsson (n. 1934)     | 7 ottobre 1994  | 22 marzo 1996      | S               | S                     | 1994      |
| 31                                                            |                  |                  | Göran Persson (n. 1949)       | 22 marzo 1996   | 6 ottobre 2006     | S               | S                     | 1998 2002 |
| 32                                                            |                  |                  | Fredrik Reinfeldt (n. 1965)   | 6 ottobre 2006  | 3 ottobre 2014     | M               | C–FP–M–KD             | 2006 2010 |
| 33                                                            |                  |                  | Stefan Löfven (n. 1957)       | 3 ottobre 2014  | 21 gennaio 2019    | S               | S–SV                  | 2014      |
| 33                                                            | 21 gennaio 2019  | 9 luglio 2021    | Stefan Löfven (n. 1957)       | 2018            |                    | S               | S–SV                  |           |
| 33                                                            | 9 luglio 2021    | 30 novembre 2021 | Stefan Löfven (n. 1957)       | 2018            |                    | S               | S–SV                  |           |
| 34                                                            |                  |                  | Magdalena Andersson (n. 1967) | 2018            | 30 novembre 2021   | 18 ottobre 2022 | S                     | S         |
| 35                                                            |                  |                  | Ulf Kristersson (n. 1963)     | 18 ottobre 2022 | in carica          | M               | M–KD–L                | 2022      |